# Divisione Regionale 3 (pallacanestro maschile)
La Divisione Regionale 3 rappresenta l'8º livello cestistico nazionale nato a seguito della riforma dei campionati di pallacanestro del 2023 assumendo dal 15 luglio 2023 l'attuale denominazione, sostituendo la Prima Divisione. La competizione viene organizzata da 9 dei 19 comitati regionali FIP, le squadre promosse vengono ammesse in Divisione Regionale 2, quelle retrocesse in Divisione Regionale 4.

## Formato
Non c'è una formula comune a tutti i campionati, perché sono gestiti in maniera differente da ogni regione. In generale, si segue lo schema dei gironi all'italiana che si concludono con i play-off e i play-out. Tale campionato rappresenta l'ultimo livello a carattere regionale per le regioni Campania, Emilia Romagna, Friuli-Venezia Giulia, Lazio, Marche, Piemonte, Puglia, Toscana, Trentino-Alto Adige e Veneto.

## Storia
Originariamente, la Prima Divisione era il secondo livello al di sotto della Divisione Nazionale. Era stata istituita nel 1930, nell'ambito di una più grande riorganizzazione della Federazione Italiana Palla al Cesto. Veniva gestita direttamente dalla federazione ed era su base interregionale. Nei primi anni cinquanta, la Prima Divisione era il quarto livello, sotto la Serie C. Pochi anni dopo, diventò il quinto, rimpiazzato dalla Promozione. Nel 2007-2008, sono stati organizzati dei gironi di Prima Divisione dai comitati di Sardegna, Puglia, Campania, Lazio, Piemonte, Trentino-Alto Adige, Lombardia, Emilia-Romagna, Veneto e Marche. Solo gli ultimi quattro hanno avuto modo anche di organizzare la Seconda Divisione. Dal 2009-2010 anche il comitato regionale Toscana e Friuli Venezia Giulia organizzano dei gironi. Nella stagione 2014-2015 questo campionato viene organizzato da 12 regioni sulle 20 presenti in territorio italiano. Dal 15 luglio 2023 l'attuale denominazione di Divisione Regionale 3.

## Campionati regionali disputati
| Regione                  | Gironi presenti                 | Gironi presenti                 | Gironi presenti                 | Gironi presenti                 | Gironi presenti                 | Gironi presenti                 | Gironi presenti                 | Gironi presenti                 | Gironi presenti                 | Gironi presenti                 | Gironi presenti                 | Gironi presenti                 | Gironi presenti                 | Gironi presenti                 | Gironi presenti                 | Gironi presenti                 | Gironi presenti                 | Gironi presenti                 | Gironi presenti                 | Gironi presenti                 | Gironi presenti                 | Gironi presenti                 | Gironi presenti                 | Gironi presenti                 | Gironi presenti                 | Gironi presenti                 | Gironi presenti                 | Gironi presenti                 | Gironi presenti                 | Gironi presenti                 | Gironi presenti                 | Gironi presenti                 | Gironi presenti                 | Gironi presenti                 | Gironi presenti                 | Gironi presenti                 | Gironi presenti               | Gironi presenti               | Gironi presenti               | Gironi presenti               | Gironi presenti               | Gironi presenti               | Gironi presenti               | Gironi presenti               | Gironi presenti               | Gironi presenti               | Gironi presenti               | Gironi presenti               | Gironi presenti               | Gironi presenti               | Gironi presenti               | Gironi presenti               | Gironi presenti               | Gironi presenti               | Gironi presenti               | Gironi presenti               | Gironi presenti               | Gironi presenti               | Gironi presenti               | Gironi presenti               | Gironi presenti               | Gironi presenti               | Gironi presenti               | Gironi presenti               | Gironi presenti               | Gironi presenti               | Gironi presenti               | Gironi presenti               | Gironi presenti               | Gironi presenti               | Gironi presenti               | Gironi presenti               | Gironi presenti              | Gironi presenti              | Gironi presenti              | Gironi presenti              | Gironi presenti              | Gironi presenti              | Gironi presenti              | Gironi presenti              | Gironi presenti              | Gironi presenti              | Gironi presenti              | Gironi presenti              | Gironi presenti              | Gironi presenti              | Gironi presenti              | Gironi presenti              | Gironi presenti              | Gironi presenti              | Gironi presenti              | Gironi presenti              | Gironi presenti              | Gironi presenti              | Gironi presenti              | Gironi presenti              | Gironi presenti              | Gironi presenti              | Gironi presenti              | Gironi presenti              | Gironi presenti              | Gironi presenti              | Gironi presenti              | Gironi presenti              | Gironi presenti              | Gironi presenti              | Gironi presenti              | Gironi presenti              | Gironi presenti                | Gironi presenti                | Gironi presenti                | Gironi presenti                | Gironi presenti                | Gironi presenti                | Gironi presenti                | Gironi presenti                | Gironi presenti                | Gironi presenti                | Gironi presenti                | Gironi presenti                | Gironi presenti                | Gironi presenti                | Gironi presenti                | Gironi presenti                | Gironi presenti                | Gironi presenti                | Gironi presenti                | Gironi presenti                | Gironi presenti                | Gironi presenti                | Gironi presenti                | Gironi presenti                | Gironi presenti                | Gironi presenti                | Gironi presenti                | Gironi presenti                | Gironi presenti                | Gironi presenti                | Gironi presenti                | Gironi presenti                | Gironi presenti                | Gironi presenti                | Gironi presenti                | Gironi presenti                | Gironi presenti          | Gironi presenti          | Gironi presenti          | Gironi presenti          | Gironi presenti          | Gironi presenti          | Gironi presenti          | Gironi presenti          | Gironi presenti          | Gironi presenti          | Gironi presenti          | Gironi presenti          | Gironi presenti          | Gironi presenti          | Gironi presenti          | Gironi presenti          | Gironi presenti          | Gironi presenti          | Gironi presenti          | Gironi presenti          | Gironi presenti          | Gironi presenti          | Gironi presenti          | Gironi presenti          | Gironi presenti          | Gironi presenti          | Gironi presenti          | Gironi presenti          | Gironi presenti          | Gironi presenti          | Gironi presenti          | Gironi presenti          | Gironi presenti          | Gironi presenti          | Gironi presenti          | Gironi presenti          |
| ------------------------ | ------------------------------- | ------------------------------- | ------------------------------- | ------------------------------- | ------------------------------- | ------------------------------- | ------------------------------- | ------------------------------- | ------------------------------- | ------------------------------- | ------------------------------- | ------------------------------- | ------------------------------- | ------------------------------- | ------------------------------- | ------------------------------- | ------------------------------- | ------------------------------- | ------------------------------- | ------------------------------- | ------------------------------- | ------------------------------- | ------------------------------- | ------------------------------- | ------------------------------- | ------------------------------- | ------------------------------- | ------------------------------- | ------------------------------- | ------------------------------- | ------------------------------- | ------------------------------- | ------------------------------- | ------------------------------- | ------------------------------- | ------------------------------- | ----------------------------- | ----------------------------- | ----------------------------- | ----------------------------- | ----------------------------- | ----------------------------- | ----------------------------- | ----------------------------- | ----------------------------- | ----------------------------- | ----------------------------- | ----------------------------- | ----------------------------- | ----------------------------- | ----------------------------- | ----------------------------- | ----------------------------- | ----------------------------- | ----------------------------- | ----------------------------- | ----------------------------- | ----------------------------- | ----------------------------- | ----------------------------- | ----------------------------- | ----------------------------- | ----------------------------- | ----------------------------- | ----------------------------- | ----------------------------- | ----------------------------- | ----------------------------- | ----------------------------- | ----------------------------- | ----------------------------- | ----------------------------- | ---------------------------- | ---------------------------- | ---------------------------- | ---------------------------- | ---------------------------- | ---------------------------- | ---------------------------- | ---------------------------- | ---------------------------- | ---------------------------- | ---------------------------- | ---------------------------- | ---------------------------- | ---------------------------- | ---------------------------- | ---------------------------- | ---------------------------- | ---------------------------- | ---------------------------- | ---------------------------- | ---------------------------- | ---------------------------- | ---------------------------- | ---------------------------- | ---------------------------- | ---------------------------- | ---------------------------- | ---------------------------- | ---------------------------- | ---------------------------- | ---------------------------- | ---------------------------- | ---------------------------- | ---------------------------- | ---------------------------- | ---------------------------- | ------------------------------ | ------------------------------ | ------------------------------ | ------------------------------ | ------------------------------ | ------------------------------ | ------------------------------ | ------------------------------ | ------------------------------ | ------------------------------ | ------------------------------ | ------------------------------ | ------------------------------ | ------------------------------ | ------------------------------ | ------------------------------ | ------------------------------ | ------------------------------ | ------------------------------ | ------------------------------ | ------------------------------ | ------------------------------ | ------------------------------ | ------------------------------ | ------------------------------ | ------------------------------ | ------------------------------ | ------------------------------ | ------------------------------ | ------------------------------ | ------------------------------ | ------------------------------ | ------------------------------ | ------------------------------ | ------------------------------ | ------------------------------ | ------------------------ | ------------------------ | ------------------------ | ------------------------ | ------------------------ | ------------------------ | ------------------------ | ------------------------ | ------------------------ | ------------------------ | ------------------------ | ------------------------ | ------------------------ | ------------------------ | ------------------------ | ------------------------ | ------------------------ | ------------------------ | ------------------------ | ------------------------ | ------------------------ | ------------------------ | ------------------------ | ------------------------ | ------------------------ | ------------------------ | ------------------------ | ------------------------ | ------------------------ | ------------------------ | ------------------------ | ------------------------ | ------------------------ | ------------------------ | ------------------------ | ------------------------ |
| Campania                 | Girone A 14 squadre             | Girone A 14 squadre             | Girone A 14 squadre             | Girone A 14 squadre             | Girone A 14 squadre             | Girone A 14 squadre             | Girone A 14 squadre             | Girone A 14 squadre             | Girone A 14 squadre             | Girone A 14 squadre             | Girone A 14 squadre             | Girone A 14 squadre             | Girone A 14 squadre             | Girone A 14 squadre             | Girone A 14 squadre             | Girone A 14 squadre             | Girone A 14 squadre             | Girone A 14 squadre             | Girone A 14 squadre             | Girone A 14 squadre             | Girone A 14 squadre             | Girone A 14 squadre             | Girone A 14 squadre             | Girone A 14 squadre             | Girone A 14 squadre             | Girone A 14 squadre             | Girone A 14 squadre             | Girone A 14 squadre             | Girone A 14 squadre             | Girone A 14 squadre             | Girone A 14 squadre             | Girone A 14 squadre             | Girone A 14 squadre             | Girone A 14 squadre             | Girone A 14 squadre             | Girone A 14 squadre             | Girone A 14 squadre           | Girone A 14 squadre           | Girone A 14 squadre           | Girone A 14 squadre           | Girone A 14 squadre           | Girone A 14 squadre           | Girone A 14 squadre           | Girone A 14 squadre           | Girone A 14 squadre           | Girone A 14 squadre           | Girone A 14 squadre           | Girone A 14 squadre           | Girone A 14 squadre           | Girone A 14 squadre           | Girone A 14 squadre           | Girone A 14 squadre           | Girone A 14 squadre           | Girone A 14 squadre           | Girone A 14 squadre           | Girone A 14 squadre           | Girone A 14 squadre           | Girone A 14 squadre           | Girone A 14 squadre           | Girone A 14 squadre           | Girone A 14 squadre           | Girone A 14 squadre           | Girone A 14 squadre           | Girone A 14 squadre           | Girone A 14 squadre           | Girone A 14 squadre           | Girone A 14 squadre           | Girone A 14 squadre           | Girone A 14 squadre           | Girone A 14 squadre           | Girone A 14 squadre           | Girone A 14 squadre           | Girone A 14 squadre          | Girone A 14 squadre          | Girone A 14 squadre          | Girone A 14 squadre          | Girone A 14 squadre          | Girone A 14 squadre          | Girone A 14 squadre          | Girone A 14 squadre          | Girone A 14 squadre          | Girone A 14 squadre          | Girone A 14 squadre          | Girone A 14 squadre          | Girone A 14 squadre          | Girone A 14 squadre          | Girone A 14 squadre          | Girone A 14 squadre          | Girone A 14 squadre          | Girone A 14 squadre          | Girone B 14 squadre          | Girone B 14 squadre          | Girone B 14 squadre          | Girone B 14 squadre          | Girone B 14 squadre          | Girone B 14 squadre          | Girone B 14 squadre          | Girone B 14 squadre          | Girone B 14 squadre          | Girone B 14 squadre          | Girone B 14 squadre          | Girone B 14 squadre          | Girone B 14 squadre          | Girone B 14 squadre          | Girone B 14 squadre          | Girone B 14 squadre          | Girone B 14 squadre          | Girone B 14 squadre          | Girone B 14 squadre            | Girone B 14 squadre            | Girone B 14 squadre            | Girone B 14 squadre            | Girone B 14 squadre            | Girone B 14 squadre            | Girone B 14 squadre            | Girone B 14 squadre            | Girone B 14 squadre            | Girone B 14 squadre            | Girone B 14 squadre            | Girone B 14 squadre            | Girone B 14 squadre            | Girone B 14 squadre            | Girone B 14 squadre            | Girone B 14 squadre            | Girone B 14 squadre            | Girone B 14 squadre            | Girone B 14 squadre            | Girone B 14 squadre            | Girone B 14 squadre            | Girone B 14 squadre            | Girone B 14 squadre            | Girone B 14 squadre            | Girone B 14 squadre            | Girone B 14 squadre            | Girone B 14 squadre            | Girone B 14 squadre            | Girone B 14 squadre            | Girone B 14 squadre            | Girone B 14 squadre            | Girone B 14 squadre            | Girone B 14 squadre            | Girone B 14 squadre            | Girone B 14 squadre            | Girone B 14 squadre            | Girone B 14 squadre      | Girone B 14 squadre      | Girone B 14 squadre      | Girone B 14 squadre      | Girone B 14 squadre      | Girone B 14 squadre      | Girone B 14 squadre      | Girone B 14 squadre      | Girone B 14 squadre      | Girone B 14 squadre      | Girone B 14 squadre      | Girone B 14 squadre      | Girone B 14 squadre      | Girone B 14 squadre      | Girone B 14 squadre      | Girone B 14 squadre      | Girone B 14 squadre      | Girone B 14 squadre      | Girone B 14 squadre      | Girone B 14 squadre      | Girone B 14 squadre      | Girone B 14 squadre      | Girone B 14 squadre      | Girone B 14 squadre      | Girone B 14 squadre      | Girone B 14 squadre      | Girone B 14 squadre      | Girone B 14 squadre      | Girone B 14 squadre      | Girone B 14 squadre      | Girone B 14 squadre      | Girone B 14 squadre      | Girone B 14 squadre      | Girone B 14 squadre      | Girone B 14 squadre      | Girone B 14 squadre      |
| Emilia-Romagna           | Girone A 11 squadre             | Girone A 11 squadre             | Girone A 11 squadre             | Girone A 11 squadre             | Girone A 11 squadre             | Girone A 11 squadre             | Girone A 11 squadre             | Girone A 11 squadre             | Girone A 11 squadre             | Girone A 11 squadre             | Girone A 11 squadre             | Girone A 11 squadre             | Girone A 11 squadre             | Girone A 11 squadre             | Girone A 11 squadre             | Girone A 11 squadre             | Girone A 11 squadre             | Girone A 11 squadre             | Girone A 11 squadre             | Girone A 11 squadre             | Girone B 11 squadre             | Girone B 11 squadre             | Girone B 11 squadre             | Girone B 11 squadre             | Girone B 11 squadre             | Girone B 11 squadre             | Girone B 11 squadre             | Girone B 11 squadre             | Girone B 11 squadre             | Girone B 11 squadre             | Girone B 11 squadre             | Girone B 11 squadre             | Girone B 11 squadre             | Girone B 11 squadre             | Girone B 11 squadre             | Girone B 11 squadre             | Girone B 11 squadre           | Girone B 11 squadre           | Girone B 11 squadre           | Girone B 11 squadre           | Girone C 11 squadre           | Girone C 11 squadre           | Girone C 11 squadre           | Girone C 11 squadre           | Girone C 11 squadre           | Girone C 11 squadre           | Girone C 11 squadre           | Girone C 11 squadre           | Girone C 11 squadre           | Girone C 11 squadre           | Girone C 11 squadre           | Girone C 11 squadre           | Girone C 11 squadre           | Girone C 11 squadre           | Girone C 11 squadre           | Girone C 11 squadre           | Girone C 11 squadre           | Girone C 11 squadre           | Girone C 11 squadre           | Girone C 11 squadre           | Girone D 11 squadre           | Girone D 11 squadre           | Girone D 11 squadre           | Girone D 11 squadre           | Girone D 11 squadre           | Girone D 11 squadre           | Girone D 11 squadre           | Girone D 11 squadre           | Girone D 11 squadre           | Girone D 11 squadre           | Girone D 11 squadre           | Girone D 11 squadre           | Girone D 11 squadre          | Girone D 11 squadre          | Girone D 11 squadre          | Girone D 11 squadre          | Girone D 11 squadre          | Girone D 11 squadre          | Girone D 11 squadre          | Girone D 11 squadre          | Girone E 12 squadre          | Girone E 12 squadre          | Girone E 12 squadre          | Girone E 12 squadre          | Girone E 12 squadre          | Girone E 12 squadre          | Girone E 12 squadre          | Girone E 12 squadre          | Girone E 12 squadre          | Girone E 12 squadre          | Girone E 12 squadre          | Girone E 12 squadre          | Girone E 12 squadre          | Girone E 12 squadre          | Girone E 12 squadre          | Girone E 12 squadre          | Girone E 12 squadre          | Girone E 12 squadre          | Girone E 12 squadre          | Girone E 12 squadre          | Girone F 12 squadre          | Girone F 12 squadre          | Girone F 12 squadre          | Girone F 12 squadre          | Girone F 12 squadre          | Girone F 12 squadre          | Girone F 12 squadre          | Girone F 12 squadre          | Girone F 12 squadre            | Girone F 12 squadre            | Girone F 12 squadre            | Girone F 12 squadre            | Girone F 12 squadre            | Girone F 12 squadre            | Girone F 12 squadre            | Girone F 12 squadre            | Girone F 12 squadre            | Girone F 12 squadre            | Girone F 12 squadre            | Girone F 12 squadre            | Girone G 11 squadre            | Girone G 11 squadre            | Girone G 11 squadre            | Girone G 11 squadre            | Girone G 11 squadre            | Girone G 11 squadre            | Girone G 11 squadre            | Girone G 11 squadre            | Girone G 11 squadre            | Girone G 11 squadre            | Girone G 11 squadre            | Girone G 11 squadre            | Girone G 11 squadre            | Girone G 11 squadre            | Girone G 11 squadre            | Girone G 11 squadre            | Girone G 11 squadre            | Girone G 11 squadre            | Girone G 11 squadre            | Girone G 11 squadre            | Girone H 11 squadre            | Girone H 11 squadre            | Girone H 11 squadre            | Girone H 11 squadre            | Girone H 11 squadre      | Girone H 11 squadre      | Girone H 11 squadre      | Girone H 11 squadre      | Girone H 11 squadre      | Girone H 11 squadre      | Girone H 11 squadre      | Girone H 11 squadre      | Girone H 11 squadre      | Girone H 11 squadre      | Girone H 11 squadre      | Girone H 11 squadre      | Girone H 11 squadre      | Girone H 11 squadre      | Girone H 11 squadre      | Girone H 11 squadre      | Girone I 11 squadre      | Girone I 11 squadre      | Girone I 11 squadre      | Girone I 11 squadre      | Girone I 11 squadre      | Girone I 11 squadre      | Girone I 11 squadre      | Girone I 11 squadre      | Girone I 11 squadre      | Girone I 11 squadre      | Girone I 11 squadre      | Girone I 11 squadre      | Girone I 11 squadre      | Girone I 11 squadre      | Girone I 11 squadre      | Girone I 11 squadre      | Girone I 11 squadre      | Girone I 11 squadre      | Girone I 11 squadre      | Girone I 11 squadre      |
| Friuli-Venezia Giulia    | Girone Pordenone 11 squadre     | Girone Pordenone 11 squadre     | Girone Pordenone 11 squadre     | Girone Pordenone 11 squadre     | Girone Pordenone 11 squadre     | Girone Pordenone 11 squadre     | Girone Pordenone 11 squadre     | Girone Pordenone 11 squadre     | Girone Pordenone 11 squadre     | Girone Pordenone 11 squadre     | Girone Pordenone 11 squadre     | Girone Pordenone 11 squadre     | Girone Pordenone 11 squadre     | Girone Pordenone 11 squadre     | Girone Pordenone 11 squadre     | Girone Pordenone 11 squadre     | Girone Pordenone 11 squadre     | Girone Pordenone 11 squadre     | Girone Pordenone 11 squadre     | Girone Pordenone 11 squadre     | Girone Pordenone 11 squadre     | Girone Pordenone 11 squadre     | Girone Pordenone 11 squadre     | Girone Pordenone 11 squadre     | Girone Pordenone 11 squadre     | Girone Pordenone 11 squadre     | Girone Pordenone 11 squadre     | Girone Pordenone 11 squadre     | Girone Pordenone 11 squadre     | Girone Pordenone 11 squadre     | Girone Pordenone 11 squadre     | Girone Pordenone 11 squadre     | Girone Pordenone 11 squadre     | Girone Pordenone 11 squadre     | Girone Pordenone 11 squadre     | Girone Pordenone 11 squadre     | Girone Pordenone 11 squadre   | Girone Pordenone 11 squadre   | Girone Pordenone 11 squadre   | Girone Pordenone 11 squadre   | Girone Pordenone 11 squadre   | Girone Pordenone 11 squadre   | Girone Pordenone 11 squadre   | Girone Pordenone 11 squadre   | Girone Pordenone 11 squadre   | Girone Pordenone 11 squadre   | Girone Pordenone 11 squadre   | Girone Pordenone 11 squadre   | Girone Pordenone 11 squadre   | Girone Pordenone 11 squadre   | Girone Pordenone 11 squadre   | Girone Pordenone 11 squadre   | Girone Pordenone 11 squadre   | Girone Pordenone 11 squadre   | Girone Pordenone 11 squadre   | Girone Pordenone 11 squadre   | Girone Pordenone 11 squadre   | Girone Pordenone 11 squadre   | Girone Pordenone 11 squadre   | Girone Pordenone 11 squadre   | Girone Pordenone 11 squadre   | Girone Pordenone 11 squadre   | Girone Pordenone 11 squadre   | Girone Pordenone 11 squadre   | Girone Pordenone 11 squadre   | Girone Pordenone 11 squadre   | Girone Pordenone 11 squadre   | Girone Pordenone 11 squadre   | Girone Pordenone 11 squadre   | Girone Pordenone 11 squadre   | Girone Pordenone 11 squadre   | Girone Pordenone 11 squadre   | Girone Pordenone 11 squadre  | Girone Pordenone 11 squadre  | Girone Pordenone 11 squadre  | Girone Pordenone 11 squadre  | Girone Pordenone 11 squadre  | Girone Pordenone 11 squadre  | Girone Pordenone 11 squadre  | Girone Pordenone 11 squadre  | Girone Pordenone 11 squadre  | Girone Pordenone 11 squadre  | Girone Pordenone 11 squadre  | Girone Pordenone 11 squadre  | Girone Pordenone 11 squadre  | Girone Pordenone 11 squadre  | Girone Pordenone 11 squadre  | Girone Pordenone 11 squadre  | Girone Pordenone 11 squadre  | Girone Pordenone 11 squadre  | Girone Udine 11 squadre      | Girone Udine 11 squadre      | Girone Udine 11 squadre      | Girone Udine 11 squadre      | Girone Udine 11 squadre      | Girone Udine 11 squadre      | Girone Udine 11 squadre      | Girone Udine 11 squadre      | Girone Udine 11 squadre      | Girone Udine 11 squadre      | Girone Udine 11 squadre      | Girone Udine 11 squadre      | Girone Udine 11 squadre      | Girone Udine 11 squadre      | Girone Udine 11 squadre      | Girone Udine 11 squadre      | Girone Udine 11 squadre      | Girone Udine 11 squadre      | Girone Udine 11 squadre        | Girone Udine 11 squadre        | Girone Udine 11 squadre        | Girone Udine 11 squadre        | Girone Udine 11 squadre        | Girone Udine 11 squadre        | Girone Udine 11 squadre        | Girone Udine 11 squadre        | Girone Udine 11 squadre        | Girone Udine 11 squadre        | Girone Udine 11 squadre        | Girone Udine 11 squadre        | Girone Udine 11 squadre        | Girone Udine 11 squadre        | Girone Udine 11 squadre        | Girone Udine 11 squadre        | Girone Udine 11 squadre        | Girone Udine 11 squadre        | Girone Udine 11 squadre        | Girone Udine 11 squadre        | Girone Udine 11 squadre        | Girone Udine 11 squadre        | Girone Udine 11 squadre        | Girone Udine 11 squadre        | Girone Udine 11 squadre        | Girone Udine 11 squadre        | Girone Udine 11 squadre        | Girone Udine 11 squadre        | Girone Udine 11 squadre        | Girone Udine 11 squadre        | Girone Udine 11 squadre        | Girone Udine 11 squadre        | Girone Udine 11 squadre        | Girone Udine 11 squadre        | Girone Udine 11 squadre        | Girone Udine 11 squadre        | Girone Udine 11 squadre  | Girone Udine 11 squadre  | Girone Udine 11 squadre  | Girone Udine 11 squadre  | Girone Udine 11 squadre  | Girone Udine 11 squadre  | Girone Udine 11 squadre  | Girone Udine 11 squadre  | Girone Udine 11 squadre  | Girone Udine 11 squadre  | Girone Udine 11 squadre  | Girone Udine 11 squadre  | Girone Udine 11 squadre  | Girone Udine 11 squadre  | Girone Udine 11 squadre  | Girone Udine 11 squadre  | Girone Udine 11 squadre  | Girone Udine 11 squadre  | Girone Udine 11 squadre  | Girone Udine 11 squadre  | Girone Udine 11 squadre  | Girone Udine 11 squadre  | Girone Udine 11 squadre  | Girone Udine 11 squadre  | Girone Udine 11 squadre  | Girone Udine 11 squadre  | Girone Udine 11 squadre  | Girone Udine 11 squadre  | Girone Udine 11 squadre  | Girone Udine 11 squadre  | Girone Udine 11 squadre  | Girone Udine 11 squadre  | Girone Udine 11 squadre  | Girone Udine 11 squadre  | Girone Udine 11 squadre  | Girone Udine 11 squadre  |
| Lazio                    | Girone A 10 squadre             | Girone A 10 squadre             | Girone A 10 squadre             | Girone A 10 squadre             | Girone A 10 squadre             | Girone A 10 squadre             | Girone A 10 squadre             | Girone A 10 squadre             | Girone A 10 squadre             | Girone A 10 squadre             | Girone A 10 squadre             | Girone A 10 squadre             | Girone A 10 squadre             | Girone A 10 squadre             | Girone A 10 squadre             | Girone A 10 squadre             | Girone A 10 squadre             | Girone A 10 squadre             | Girone A 10 squadre             | Girone A 10 squadre             | Girone A 10 squadre             | Girone A 10 squadre             | Girone A 10 squadre             | Girone A 10 squadre             | Girone A 10 squadre             | Girone A 10 squadre             | Girone A 10 squadre             | Girone A 10 squadre             | Girone A 10 squadre             | Girone A 10 squadre             | Girone A 10 squadre             | Girone A 10 squadre             | Girone A 10 squadre             | Girone A 10 squadre             | Girone A 10 squadre             | Girone A 10 squadre             | Girone A 10 squadre           | Girone A 10 squadre           | Girone A 10 squadre           | Girone A 10 squadre           | Girone A 10 squadre           | Girone A 10 squadre           | Girone A 10 squadre           | Girone A 10 squadre           | Girone A 10 squadre           | Girone A 10 squadre           | Girone A 10 squadre           | Girone A 10 squadre           | Girone A 10 squadre           | Girone A 10 squadre           | Girone A 10 squadre           | Girone A 10 squadre           | Girone A 10 squadre           | Girone A 10 squadre           | Girone A 10 squadre           | Girone A 10 squadre           | Girone A 10 squadre           | Girone A 10 squadre           | Girone A 10 squadre           | Girone A 10 squadre           | Girone B 10 squadre           | Girone B 10 squadre           | Girone B 10 squadre           | Girone B 10 squadre           | Girone B 10 squadre           | Girone B 10 squadre           | Girone B 10 squadre           | Girone B 10 squadre           | Girone B 10 squadre           | Girone B 10 squadre           | Girone B 10 squadre           | Girone B 10 squadre           | Girone B 10 squadre          | Girone B 10 squadre          | Girone B 10 squadre          | Girone B 10 squadre          | Girone B 10 squadre          | Girone B 10 squadre          | Girone B 10 squadre          | Girone B 10 squadre          | Girone B 10 squadre          | Girone B 10 squadre          | Girone B 10 squadre          | Girone B 10 squadre          | Girone B 10 squadre          | Girone B 10 squadre          | Girone B 10 squadre          | Girone B 10 squadre          | Girone B 10 squadre          | Girone B 10 squadre          | Girone B 10 squadre          | Girone B 10 squadre          | Girone B 10 squadre          | Girone B 10 squadre          | Girone B 10 squadre          | Girone B 10 squadre          | Girone B 10 squadre          | Girone B 10 squadre          | Girone B 10 squadre          | Girone B 10 squadre          | Girone B 10 squadre          | Girone B 10 squadre          | Girone B 10 squadre          | Girone B 10 squadre          | Girone B 10 squadre          | Girone B 10 squadre          | Girone B 10 squadre          | Girone B 10 squadre          | Girone B 10 squadre            | Girone B 10 squadre            | Girone B 10 squadre            | Girone B 10 squadre            | Girone B 10 squadre            | Girone B 10 squadre            | Girone B 10 squadre            | Girone B 10 squadre            | Girone B 10 squadre            | Girone B 10 squadre            | Girone B 10 squadre            | Girone B 10 squadre            | Girone C 10 squadre            | Girone C 10 squadre            | Girone C 10 squadre            | Girone C 10 squadre            | Girone C 10 squadre            | Girone C 10 squadre            | Girone C 10 squadre            | Girone C 10 squadre            | Girone C 10 squadre            | Girone C 10 squadre            | Girone C 10 squadre            | Girone C 10 squadre            | Girone C 10 squadre            | Girone C 10 squadre            | Girone C 10 squadre            | Girone C 10 squadre            | Girone C 10 squadre            | Girone C 10 squadre            | Girone C 10 squadre            | Girone C 10 squadre            | Girone C 10 squadre            | Girone C 10 squadre            | Girone C 10 squadre            | Girone C 10 squadre            | Girone C 10 squadre      | Girone C 10 squadre      | Girone C 10 squadre      | Girone C 10 squadre      | Girone C 10 squadre      | Girone C 10 squadre      | Girone C 10 squadre      | Girone C 10 squadre      | Girone C 10 squadre      | Girone C 10 squadre      | Girone C 10 squadre      | Girone C 10 squadre      | Girone C 10 squadre      | Girone C 10 squadre      | Girone C 10 squadre      | Girone C 10 squadre      | Girone C 10 squadre      | Girone C 10 squadre      | Girone C 10 squadre      | Girone C 10 squadre      | Girone C 10 squadre      | Girone C 10 squadre      | Girone C 10 squadre      | Girone C 10 squadre      | Girone C 10 squadre      | Girone C 10 squadre      | Girone C 10 squadre      | Girone C 10 squadre      | Girone C 10 squadre      | Girone C 10 squadre      | Girone C 10 squadre      | Girone C 10 squadre      | Girone C 10 squadre      | Girone C 10 squadre      | Girone C 10 squadre      | Girone C 10 squadre      |
| Lombardia                | Girone A 13 squadre             | Girone A 13 squadre             | Girone A 13 squadre             | Girone A 13 squadre             | Girone A 13 squadre             | Girone A 13 squadre             | Girone A 13 squadre             | Girone A 13 squadre             | Girone A 13 squadre             | Girone A 13 squadre             | Girone A 13 squadre             | Girone A 13 squadre             | Girone A 13 squadre             | Girone A 13 squadre             | Girone A 13 squadre             | Girone A 13 squadre             | Girone A 13 squadre             | Girone A 13 squadre             | Girone B 13 squadre             | Girone B 13 squadre             | Girone B 13 squadre             | Girone B 13 squadre             | Girone B 13 squadre             | Girone B 13 squadre             | Girone B 13 squadre             | Girone B 13 squadre             | Girone B 13 squadre             | Girone B 13 squadre             | Girone B 13 squadre             | Girone B 13 squadre             | Girone B 13 squadre             | Girone B 13 squadre             | Girone B 13 squadre             | Girone B 13 squadre             | Girone B 13 squadre             | Girone B 13 squadre             | Girone C 13 squadre           | Girone C 13 squadre           | Girone C 13 squadre           | Girone C 13 squadre           | Girone C 13 squadre           | Girone C 13 squadre           | Girone C 13 squadre           | Girone C 13 squadre           | Girone C 13 squadre           | Girone C 13 squadre           | Girone C 13 squadre           | Girone C 13 squadre           | Girone C 13 squadre           | Girone C 13 squadre           | Girone C 13 squadre           | Girone C 13 squadre           | Girone C 13 squadre           | Girone C 13 squadre           | Girone D 13 squadre           | Girone D 13 squadre           | Girone D 13 squadre           | Girone D 13 squadre           | Girone D 13 squadre           | Girone D 13 squadre           | Girone D 13 squadre           | Girone D 13 squadre           | Girone D 13 squadre           | Girone D 13 squadre           | Girone D 13 squadre           | Girone D 13 squadre           | Girone D 13 squadre           | Girone D 13 squadre           | Girone D 13 squadre           | Girone D 13 squadre           | Girone D 13 squadre           | Girone D 13 squadre           | Girone E 13 squadre          | Girone E 13 squadre          | Girone E 13 squadre          | Girone E 13 squadre          | Girone E 13 squadre          | Girone E 13 squadre          | Girone E 13 squadre          | Girone E 13 squadre          | Girone E 13 squadre          | Girone E 13 squadre          | Girone E 13 squadre          | Girone E 13 squadre          | Girone E 13 squadre          | Girone E 13 squadre          | Girone E 13 squadre          | Girone E 13 squadre          | Girone E 13 squadre          | Girone E 13 squadre          | Girone F 14 squadre          | Girone F 14 squadre          | Girone F 14 squadre          | Girone F 14 squadre          | Girone F 14 squadre          | Girone F 14 squadre          | Girone F 14 squadre          | Girone F 14 squadre          | Girone F 14 squadre          | Girone F 14 squadre          | Girone F 14 squadre          | Girone F 14 squadre          | Girone F 14 squadre          | Girone F 14 squadre          | Girone F 14 squadre          | Girone F 14 squadre          | Girone F 14 squadre          | Girone F 14 squadre          | Girone G 14 squadre            | Girone G 14 squadre            | Girone G 14 squadre            | Girone G 14 squadre            | Girone G 14 squadre            | Girone G 14 squadre            | Girone G 14 squadre            | Girone G 14 squadre            | Girone G 14 squadre            | Girone G 14 squadre            | Girone G 14 squadre            | Girone G 14 squadre            | Girone G 14 squadre            | Girone G 14 squadre            | Girone G 14 squadre            | Girone G 14 squadre            | Girone G 14 squadre            | Girone G 14 squadre            | Girone H 14 squadre            | Girone H 14 squadre            | Girone H 14 squadre            | Girone H 14 squadre            | Girone H 14 squadre            | Girone H 14 squadre            | Girone H 14 squadre            | Girone H 14 squadre            | Girone H 14 squadre            | Girone H 14 squadre            | Girone H 14 squadre            | Girone H 14 squadre            | Girone H 14 squadre            | Girone H 14 squadre            | Girone H 14 squadre            | Girone H 14 squadre            | Girone H 14 squadre            | Girone H 14 squadre            | Girone K 13 squadre      | Girone K 13 squadre      | Girone K 13 squadre      | Girone K 13 squadre      | Girone K 13 squadre      | Girone K 13 squadre      | Girone K 13 squadre      | Girone K 13 squadre      | Girone K 13 squadre      | Girone K 13 squadre      | Girone K 13 squadre      | Girone K 13 squadre      | Girone K 13 squadre      | Girone K 13 squadre      | Girone K 13 squadre      | Girone K 13 squadre      | Girone K 13 squadre      | Girone K 13 squadre      | Girone L 13 squadre      | Girone L 13 squadre      | Girone L 13 squadre      | Girone L 13 squadre      | Girone L 13 squadre      | Girone L 13 squadre      | Girone L 13 squadre      | Girone L 13 squadre      | Girone L 13 squadre      | Girone L 13 squadre      | Girone L 13 squadre      | Girone L 13 squadre      | Girone L 13 squadre      | Girone L 13 squadre      | Girone L 13 squadre      | Girone L 13 squadre      | Girone L 13 squadre      | Girone L 13 squadre      |
| Marche                   | Girone A 10 squadre             | Girone A 10 squadre             | Girone A 10 squadre             | Girone A 10 squadre             | Girone A 10 squadre             | Girone A 10 squadre             | Girone A 10 squadre             | Girone A 10 squadre             | Girone A 10 squadre             | Girone A 10 squadre             | Girone A 10 squadre             | Girone A 10 squadre             | Girone A 10 squadre             | Girone A 10 squadre             | Girone A 10 squadre             | Girone A 10 squadre             | Girone A 10 squadre             | Girone A 10 squadre             | Girone A 10 squadre             | Girone A 10 squadre             | Girone A 10 squadre             | Girone A 10 squadre             | Girone A 10 squadre             | Girone A 10 squadre             | Girone A 10 squadre             | Girone A 10 squadre             | Girone A 10 squadre             | Girone A 10 squadre             | Girone A 10 squadre             | Girone A 10 squadre             | Girone A 10 squadre             | Girone A 10 squadre             | Girone A 10 squadre             | Girone A 10 squadre             | Girone A 10 squadre             | Girone A 10 squadre             | Girone A 10 squadre           | Girone A 10 squadre           | Girone A 10 squadre           | Girone A 10 squadre           | Girone A 10 squadre           | Girone A 10 squadre           | Girone A 10 squadre           | Girone A 10 squadre           | Girone A 10 squadre           | Girone A 10 squadre           | Girone A 10 squadre           | Girone A 10 squadre           | Girone A 10 squadre           | Girone A 10 squadre           | Girone A 10 squadre           | Girone A 10 squadre           | Girone A 10 squadre           | Girone A 10 squadre           | Girone A 10 squadre           | Girone A 10 squadre           | Girone A 10 squadre           | Girone A 10 squadre           | Girone A 10 squadre           | Girone A 10 squadre           | Girone A 10 squadre           | Girone A 10 squadre           | Girone A 10 squadre           | Girone A 10 squadre           | Girone A 10 squadre           | Girone A 10 squadre           | Girone A 10 squadre           | Girone A 10 squadre           | Girone A 10 squadre           | Girone A 10 squadre           | Girone A 10 squadre           | Girone A 10 squadre           | Girone A 10 squadre          | Girone A 10 squadre          | Girone A 10 squadre          | Girone A 10 squadre          | Girone A 10 squadre          | Girone A 10 squadre          | Girone A 10 squadre          | Girone A 10 squadre          | Girone A 10 squadre          | Girone A 10 squadre          | Girone A 10 squadre          | Girone A 10 squadre          | Girone A 10 squadre          | Girone A 10 squadre          | Girone A 10 squadre          | Girone A 10 squadre          | Girone A 10 squadre          | Girone A 10 squadre          | Girone B 8 squadre           | Girone B 8 squadre           | Girone B 8 squadre           | Girone B 8 squadre           | Girone B 8 squadre           | Girone B 8 squadre           | Girone B 8 squadre           | Girone B 8 squadre           | Girone B 8 squadre           | Girone B 8 squadre           | Girone B 8 squadre           | Girone B 8 squadre           | Girone B 8 squadre           | Girone B 8 squadre           | Girone B 8 squadre           | Girone B 8 squadre           | Girone B 8 squadre           | Girone B 8 squadre           | Girone B 8 squadre             | Girone B 8 squadre             | Girone B 8 squadre             | Girone B 8 squadre             | Girone B 8 squadre             | Girone B 8 squadre             | Girone B 8 squadre             | Girone B 8 squadre             | Girone B 8 squadre             | Girone B 8 squadre             | Girone B 8 squadre             | Girone B 8 squadre             | Girone B 8 squadre             | Girone B 8 squadre             | Girone B 8 squadre             | Girone B 8 squadre             | Girone B 8 squadre             | Girone B 8 squadre             | Girone B 8 squadre             | Girone B 8 squadre             | Girone B 8 squadre             | Girone B 8 squadre             | Girone B 8 squadre             | Girone B 8 squadre             | Girone B 8 squadre             | Girone B 8 squadre             | Girone B 8 squadre             | Girone B 8 squadre             | Girone B 8 squadre             | Girone B 8 squadre             | Girone B 8 squadre             | Girone B 8 squadre             | Girone B 8 squadre             | Girone B 8 squadre             | Girone B 8 squadre             | Girone B 8 squadre             | Girone B 8 squadre       | Girone B 8 squadre       | Girone B 8 squadre       | Girone B 8 squadre       | Girone B 8 squadre       | Girone B 8 squadre       | Girone B 8 squadre       | Girone B 8 squadre       | Girone B 8 squadre       | Girone B 8 squadre       | Girone B 8 squadre       | Girone B 8 squadre       | Girone B 8 squadre       | Girone B 8 squadre       | Girone B 8 squadre       | Girone B 8 squadre       | Girone B 8 squadre       | Girone B 8 squadre       | Girone B 8 squadre       | Girone B 8 squadre       | Girone B 8 squadre       | Girone B 8 squadre       | Girone B 8 squadre       | Girone B 8 squadre       | Girone B 8 squadre       | Girone B 8 squadre       | Girone B 8 squadre       | Girone B 8 squadre       | Girone B 8 squadre       | Girone B 8 squadre       | Girone B 8 squadre       | Girone B 8 squadre       | Girone B 8 squadre       | Girone B 8 squadre       | Girone B 8 squadre       | Girone B 8 squadre       |
| Piemonte - Valle d'Aosta | Girone A 11 squadre             | Girone A 11 squadre             | Girone A 11 squadre             | Girone A 11 squadre             | Girone A 11 squadre             | Girone A 11 squadre             | Girone A 11 squadre             | Girone A 11 squadre             | Girone A 11 squadre             | Girone A 11 squadre             | Girone A 11 squadre             | Girone A 11 squadre             | Girone A 11 squadre             | Girone A 11 squadre             | Girone A 11 squadre             | Girone A 11 squadre             | Girone A 11 squadre             | Girone A 11 squadre             | Girone A 11 squadre             | Girone A 11 squadre             | Girone A 11 squadre             | Girone A 11 squadre             | Girone A 11 squadre             | Girone A 11 squadre             | Girone A 11 squadre             | Girone A 11 squadre             | Girone A 11 squadre             | Girone A 11 squadre             | Girone A 11 squadre             | Girone A 11 squadre             | Girone A 11 squadre             | Girone A 11 squadre             | Girone A 11 squadre             | Girone A 11 squadre             | Girone A 11 squadre             | Girone A 11 squadre             | Girone A 11 squadre           | Girone A 11 squadre           | Girone A 11 squadre           | Girone A 11 squadre           | Girone A 11 squadre           | Girone A 11 squadre           | Girone A 11 squadre           | Girone A 11 squadre           | Girone A 11 squadre           | Girone A 11 squadre           | Girone A 11 squadre           | Girone A 11 squadre           | Girone A 11 squadre           | Girone A 11 squadre           | Girone A 11 squadre           | Girone A 11 squadre           | Girone A 11 squadre           | Girone A 11 squadre           | Girone A 11 squadre           | Girone A 11 squadre           | Girone A 11 squadre           | Girone A 11 squadre           | Girone A 11 squadre           | Girone A 11 squadre           | Girone A 11 squadre           | Girone A 11 squadre           | Girone A 11 squadre           | Girone A 11 squadre           | Girone A 11 squadre           | Girone A 11 squadre           | Girone A 11 squadre           | Girone A 11 squadre           | Girone A 11 squadre           | Girone A 11 squadre           | Girone A 11 squadre           | Girone A 11 squadre           | Girone A 11 squadre          | Girone A 11 squadre          | Girone A 11 squadre          | Girone A 11 squadre          | Girone A 11 squadre          | Girone A 11 squadre          | Girone A 11 squadre          | Girone A 11 squadre          | Girone A 11 squadre          | Girone A 11 squadre          | Girone A 11 squadre          | Girone A 11 squadre          | Girone A 11 squadre          | Girone A 11 squadre          | Girone A 11 squadre          | Girone A 11 squadre          | Girone A 11 squadre          | Girone A 11 squadre          | Girone B 11 squadre          | Girone B 11 squadre          | Girone B 11 squadre          | Girone B 11 squadre          | Girone B 11 squadre          | Girone B 11 squadre          | Girone B 11 squadre          | Girone B 11 squadre          | Girone B 11 squadre          | Girone B 11 squadre          | Girone B 11 squadre          | Girone B 11 squadre          | Girone B 11 squadre          | Girone B 11 squadre          | Girone B 11 squadre          | Girone B 11 squadre          | Girone B 11 squadre          | Girone B 11 squadre          | Girone B 11 squadre            | Girone B 11 squadre            | Girone B 11 squadre            | Girone B 11 squadre            | Girone B 11 squadre            | Girone B 11 squadre            | Girone B 11 squadre            | Girone B 11 squadre            | Girone B 11 squadre            | Girone B 11 squadre            | Girone B 11 squadre            | Girone B 11 squadre            | Girone B 11 squadre            | Girone B 11 squadre            | Girone B 11 squadre            | Girone B 11 squadre            | Girone B 11 squadre            | Girone B 11 squadre            | Girone B 11 squadre            | Girone B 11 squadre            | Girone B 11 squadre            | Girone B 11 squadre            | Girone B 11 squadre            | Girone B 11 squadre            | Girone B 11 squadre            | Girone B 11 squadre            | Girone B 11 squadre            | Girone B 11 squadre            | Girone B 11 squadre            | Girone B 11 squadre            | Girone B 11 squadre            | Girone B 11 squadre            | Girone B 11 squadre            | Girone B 11 squadre            | Girone B 11 squadre            | Girone B 11 squadre            | Girone B 11 squadre      | Girone B 11 squadre      | Girone B 11 squadre      | Girone B 11 squadre      | Girone B 11 squadre      | Girone B 11 squadre      | Girone B 11 squadre      | Girone B 11 squadre      | Girone B 11 squadre      | Girone B 11 squadre      | Girone B 11 squadre      | Girone B 11 squadre      | Girone B 11 squadre      | Girone B 11 squadre      | Girone B 11 squadre      | Girone B 11 squadre      | Girone B 11 squadre      | Girone B 11 squadre      | Girone B 11 squadre      | Girone B 11 squadre      | Girone B 11 squadre      | Girone B 11 squadre      | Girone B 11 squadre      | Girone B 11 squadre      | Girone B 11 squadre      | Girone B 11 squadre      | Girone B 11 squadre      | Girone B 11 squadre      | Girone B 11 squadre      | Girone B 11 squadre      | Girone B 11 squadre      | Girone B 11 squadre      | Girone B 11 squadre      | Girone B 11 squadre      | Girone B 11 squadre      | Girone B 11 squadre      |
| Puglia                   | Girone A 8 squadre              | Girone A 8 squadre              | Girone A 8 squadre              | Girone A 8 squadre              | Girone A 8 squadre              | Girone A 8 squadre              | Girone A 8 squadre              | Girone A 8 squadre              | Girone A 8 squadre              | Girone A 8 squadre              | Girone A 8 squadre              | Girone A 8 squadre              | Girone A 8 squadre              | Girone A 8 squadre              | Girone A 8 squadre              | Girone A 8 squadre              | Girone A 8 squadre              | Girone A 8 squadre              | Girone A 8 squadre              | Girone A 8 squadre              | Girone A 8 squadre              | Girone A 8 squadre              | Girone A 8 squadre              | Girone A 8 squadre              | Girone A 8 squadre              | Girone A 8 squadre              | Girone A 8 squadre              | Girone A 8 squadre              | Girone A 8 squadre              | Girone A 8 squadre              | Girone A 8 squadre              | Girone A 8 squadre              | Girone A 8 squadre              | Girone A 8 squadre              | Girone A 8 squadre              | Girone A 8 squadre              | Girone A 8 squadre            | Girone A 8 squadre            | Girone A 8 squadre            | Girone A 8 squadre            | Girone A 8 squadre            | Girone A 8 squadre            | Girone A 8 squadre            | Girone A 8 squadre            | Girone A 8 squadre            | Girone B 9 squadre            | Girone B 9 squadre            | Girone B 9 squadre            | Girone B 9 squadre            | Girone B 9 squadre            | Girone B 9 squadre            | Girone B 9 squadre            | Girone B 9 squadre            | Girone B 9 squadre            | Girone B 9 squadre            | Girone B 9 squadre            | Girone B 9 squadre            | Girone B 9 squadre            | Girone B 9 squadre            | Girone B 9 squadre            | Girone B 9 squadre            | Girone B 9 squadre            | Girone B 9 squadre            | Girone B 9 squadre            | Girone B 9 squadre            | Girone B 9 squadre            | Girone B 9 squadre            | Girone B 9 squadre            | Girone B 9 squadre            | Girone B 9 squadre            | Girone B 9 squadre            | Girone B 9 squadre            | Girone B 9 squadre           | Girone B 9 squadre           | Girone B 9 squadre           | Girone B 9 squadre           | Girone B 9 squadre           | Girone B 9 squadre           | Girone B 9 squadre           | Girone B 9 squadre           | Girone B 9 squadre           | Girone B 9 squadre           | Girone B 9 squadre           | Girone B 9 squadre           | Girone B 9 squadre           | Girone B 9 squadre           | Girone B 9 squadre           | Girone B 9 squadre           | Girone B 9 squadre           | Girone B 9 squadre           | Girone C 9 squadre           | Girone C 9 squadre           | Girone C 9 squadre           | Girone C 9 squadre           | Girone C 9 squadre           | Girone C 9 squadre           | Girone C 9 squadre           | Girone C 9 squadre           | Girone C 9 squadre           | Girone C 9 squadre           | Girone C 9 squadre           | Girone C 9 squadre           | Girone C 9 squadre           | Girone C 9 squadre           | Girone C 9 squadre           | Girone C 9 squadre           | Girone C 9 squadre           | Girone C 9 squadre           | Girone C 9 squadre             | Girone C 9 squadre             | Girone C 9 squadre             | Girone C 9 squadre             | Girone C 9 squadre             | Girone C 9 squadre             | Girone C 9 squadre             | Girone C 9 squadre             | Girone C 9 squadre             | Girone C 9 squadre             | Girone C 9 squadre             | Girone C 9 squadre             | Girone C 9 squadre             | Girone C 9 squadre             | Girone C 9 squadre             | Girone C 9 squadre             | Girone C 9 squadre             | Girone C 9 squadre             | Girone C 9 squadre             | Girone C 9 squadre             | Girone C 9 squadre             | Girone C 9 squadre             | Girone C 9 squadre             | Girone C 9 squadre             | Girone C 9 squadre             | Girone C 9 squadre             | Girone C 9 squadre             | Girone D 9 squadre             | Girone D 9 squadre             | Girone D 9 squadre             | Girone D 9 squadre             | Girone D 9 squadre             | Girone D 9 squadre             | Girone D 9 squadre             | Girone D 9 squadre             | Girone D 9 squadre             | Girone D 9 squadre       | Girone D 9 squadre       | Girone D 9 squadre       | Girone D 9 squadre       | Girone D 9 squadre       | Girone D 9 squadre       | Girone D 9 squadre       | Girone D 9 squadre       | Girone D 9 squadre       | Girone D 9 squadre       | Girone D 9 squadre       | Girone D 9 squadre       | Girone D 9 squadre       | Girone D 9 squadre       | Girone D 9 squadre       | Girone D 9 squadre       | Girone D 9 squadre       | Girone D 9 squadre       | Girone D 9 squadre       | Girone D 9 squadre       | Girone D 9 squadre       | Girone D 9 squadre       | Girone D 9 squadre       | Girone D 9 squadre       | Girone D 9 squadre       | Girone D 9 squadre       | Girone D 9 squadre       | Girone D 9 squadre       | Girone D 9 squadre       | Girone D 9 squadre       | Girone D 9 squadre       | Girone D 9 squadre       | Girone D 9 squadre       | Girone D 9 squadre       | Girone D 9 squadre       | Girone D 9 squadre       |
| Toscana                  | Girone A 13 squadre             | Girone A 13 squadre             | Girone A 13 squadre             | Girone A 13 squadre             | Girone A 13 squadre             | Girone A 13 squadre             | Girone A 13 squadre             | Girone A 13 squadre             | Girone A 13 squadre             | Girone A 13 squadre             | Girone A 13 squadre             | Girone A 13 squadre             | Girone A 13 squadre             | Girone A 13 squadre             | Girone A 13 squadre             | Girone A 13 squadre             | Girone A 13 squadre             | Girone A 13 squadre             | Girone A 13 squadre             | Girone A 13 squadre             | Girone A 13 squadre             | Girone A 13 squadre             | Girone A 13 squadre             | Girone A 13 squadre             | Girone A 13 squadre             | Girone A 13 squadre             | Girone A 13 squadre             | Girone A 13 squadre             | Girone A 13 squadre             | Girone A 13 squadre             | Girone A 13 squadre             | Girone A 13 squadre             | Girone A 13 squadre             | Girone A 13 squadre             | Girone A 13 squadre             | Girone A 13 squadre             | Girone A 13 squadre           | Girone A 13 squadre           | Girone A 13 squadre           | Girone A 13 squadre           | Girone A 13 squadre           | Girone A 13 squadre           | Girone A 13 squadre           | Girone A 13 squadre           | Girone A 13 squadre           | Girone B 13 squadre           | Girone B 13 squadre           | Girone B 13 squadre           | Girone B 13 squadre           | Girone B 13 squadre           | Girone B 13 squadre           | Girone B 13 squadre           | Girone B 13 squadre           | Girone B 13 squadre           | Girone B 13 squadre           | Girone B 13 squadre           | Girone B 13 squadre           | Girone B 13 squadre           | Girone B 13 squadre           | Girone B 13 squadre           | Girone B 13 squadre           | Girone B 13 squadre           | Girone B 13 squadre           | Girone B 13 squadre           | Girone B 13 squadre           | Girone B 13 squadre           | Girone B 13 squadre           | Girone B 13 squadre           | Girone B 13 squadre           | Girone B 13 squadre           | Girone B 13 squadre           | Girone B 13 squadre           | Girone B 13 squadre          | Girone B 13 squadre          | Girone B 13 squadre          | Girone B 13 squadre          | Girone B 13 squadre          | Girone B 13 squadre          | Girone B 13 squadre          | Girone B 13 squadre          | Girone B 13 squadre          | Girone B 13 squadre          | Girone B 13 squadre          | Girone B 13 squadre          | Girone B 13 squadre          | Girone B 13 squadre          | Girone B 13 squadre          | Girone B 13 squadre          | Girone B 13 squadre          | Girone B 13 squadre          | Girone C 13 squadre          | Girone C 13 squadre          | Girone C 13 squadre          | Girone C 13 squadre          | Girone C 13 squadre          | Girone C 13 squadre          | Girone C 13 squadre          | Girone C 13 squadre          | Girone C 13 squadre          | Girone C 13 squadre          | Girone C 13 squadre          | Girone C 13 squadre          | Girone C 13 squadre          | Girone C 13 squadre          | Girone C 13 squadre          | Girone C 13 squadre          | Girone C 13 squadre          | Girone C 13 squadre          | Girone C 13 squadre            | Girone C 13 squadre            | Girone C 13 squadre            | Girone C 13 squadre            | Girone C 13 squadre            | Girone C 13 squadre            | Girone C 13 squadre            | Girone C 13 squadre            | Girone C 13 squadre            | Girone C 13 squadre            | Girone C 13 squadre            | Girone C 13 squadre            | Girone C 13 squadre            | Girone C 13 squadre            | Girone C 13 squadre            | Girone C 13 squadre            | Girone C 13 squadre            | Girone C 13 squadre            | Girone C 13 squadre            | Girone C 13 squadre            | Girone C 13 squadre            | Girone C 13 squadre            | Girone C 13 squadre            | Girone C 13 squadre            | Girone C 13 squadre            | Girone C 13 squadre            | Girone C 13 squadre            | Girone D 13 squadre            | Girone D 13 squadre            | Girone D 13 squadre            | Girone D 13 squadre            | Girone D 13 squadre            | Girone D 13 squadre            | Girone D 13 squadre            | Girone D 13 squadre            | Girone D 13 squadre            | Girone D 13 squadre      | Girone D 13 squadre      | Girone D 13 squadre      | Girone D 13 squadre      | Girone D 13 squadre      | Girone D 13 squadre      | Girone D 13 squadre      | Girone D 13 squadre      | Girone D 13 squadre      | Girone D 13 squadre      | Girone D 13 squadre      | Girone D 13 squadre      | Girone D 13 squadre      | Girone D 13 squadre      | Girone D 13 squadre      | Girone D 13 squadre      | Girone D 13 squadre      | Girone D 13 squadre      | Girone D 13 squadre      | Girone D 13 squadre      | Girone D 13 squadre      | Girone D 13 squadre      | Girone D 13 squadre      | Girone D 13 squadre      | Girone D 13 squadre      | Girone D 13 squadre      | Girone D 13 squadre      | Girone D 13 squadre      | Girone D 13 squadre      | Girone D 13 squadre      | Girone D 13 squadre      | Girone D 13 squadre      | Girone D 13 squadre      | Girone D 13 squadre      | Girone D 13 squadre      | Girone D 13 squadre      |
| Trentino-Alto Adige      | Unico 12 squadre                | Unico 12 squadre                | Unico 12 squadre                | Unico 12 squadre                | Unico 12 squadre                | Unico 12 squadre                | Unico 12 squadre                | Unico 12 squadre                | Unico 12 squadre                | Unico 12 squadre                | Unico 12 squadre                | Unico 12 squadre                | Unico 12 squadre                | Unico 12 squadre                | Unico 12 squadre                | Unico 12 squadre                | Unico 12 squadre                | Unico 12 squadre                | Unico 12 squadre                | Unico 12 squadre                | Unico 12 squadre                | Unico 12 squadre                | Unico 12 squadre                | Unico 12 squadre                | Unico 12 squadre                | Unico 12 squadre                | Unico 12 squadre                | Unico 12 squadre                | Unico 12 squadre                | Unico 12 squadre                | Unico 12 squadre                | Unico 12 squadre                | Unico 12 squadre                | Unico 12 squadre                | Unico 12 squadre                | Unico 12 squadre                | Unico 12 squadre              | Unico 12 squadre              | Unico 12 squadre              | Unico 12 squadre              | Unico 12 squadre              | Unico 12 squadre              | Unico 12 squadre              | Unico 12 squadre              | Unico 12 squadre              | Unico 12 squadre              | Unico 12 squadre              | Unico 12 squadre              | Unico 12 squadre              | Unico 12 squadre              | Unico 12 squadre              | Unico 12 squadre              | Unico 12 squadre              | Unico 12 squadre              | Unico 12 squadre              | Unico 12 squadre              | Unico 12 squadre              | Unico 12 squadre              | Unico 12 squadre              | Unico 12 squadre              | Unico 12 squadre              | Unico 12 squadre              | Unico 12 squadre              | Unico 12 squadre              | Unico 12 squadre              | Unico 12 squadre              | Unico 12 squadre              | Unico 12 squadre              | Unico 12 squadre              | Unico 12 squadre              | Unico 12 squadre              | Unico 12 squadre              | Unico 12 squadre             | Unico 12 squadre             | Unico 12 squadre             | Unico 12 squadre             | Unico 12 squadre             | Unico 12 squadre             | Unico 12 squadre             | Unico 12 squadre             | Unico 12 squadre             | Unico 12 squadre             | Unico 12 squadre             | Unico 12 squadre             | Unico 12 squadre             | Unico 12 squadre             | Unico 12 squadre             | Unico 12 squadre             | Unico 12 squadre             | Unico 12 squadre             | Unico 12 squadre             | Unico 12 squadre             | Unico 12 squadre             | Unico 12 squadre             | Unico 12 squadre             | Unico 12 squadre             | Unico 12 squadre             | Unico 12 squadre             | Unico 12 squadre             | Unico 12 squadre             | Unico 12 squadre             | Unico 12 squadre             | Unico 12 squadre             | Unico 12 squadre             | Unico 12 squadre             | Unico 12 squadre             | Unico 12 squadre             | Unico 12 squadre             | Unico 12 squadre               | Unico 12 squadre               | Unico 12 squadre               | Unico 12 squadre               | Unico 12 squadre               | Unico 12 squadre               | Unico 12 squadre               | Unico 12 squadre               | Unico 12 squadre               | Unico 12 squadre               | Unico 12 squadre               | Unico 12 squadre               | Unico 12 squadre               | Unico 12 squadre               | Unico 12 squadre               | Unico 12 squadre               | Unico 12 squadre               | Unico 12 squadre               | Unico 12 squadre               | Unico 12 squadre               | Unico 12 squadre               | Unico 12 squadre               | Unico 12 squadre               | Unico 12 squadre               | Unico 12 squadre               | Unico 12 squadre               | Unico 12 squadre               | Unico 12 squadre               | Unico 12 squadre               | Unico 12 squadre               | Unico 12 squadre               | Unico 12 squadre               | Unico 12 squadre               | Unico 12 squadre               | Unico 12 squadre               | Unico 12 squadre               | Unico 12 squadre         | Unico 12 squadre         | Unico 12 squadre         | Unico 12 squadre         | Unico 12 squadre         | Unico 12 squadre         | Unico 12 squadre         | Unico 12 squadre         | Unico 12 squadre         | Unico 12 squadre         | Unico 12 squadre         | Unico 12 squadre         | Unico 12 squadre         | Unico 12 squadre         | Unico 12 squadre         | Unico 12 squadre         | Unico 12 squadre         | Unico 12 squadre         | Unico 12 squadre         | Unico 12 squadre         | Unico 12 squadre         | Unico 12 squadre         | Unico 12 squadre         | Unico 12 squadre         | Unico 12 squadre         | Unico 12 squadre         | Unico 12 squadre         | Unico 12 squadre         | Unico 12 squadre         | Unico 12 squadre         | Unico 12 squadre         | Unico 12 squadre         | Unico 12 squadre         | Unico 12 squadre         | Unico 12 squadre         | Unico 12 squadre         |
| Veneto                   | Girone Padova Bianco 11 squadre | Girone Padova Bianco 11 squadre | Girone Padova Bianco 11 squadre | Girone Padova Bianco 11 squadre | Girone Padova Bianco 11 squadre | Girone Padova Bianco 11 squadre | Girone Padova Bianco 11 squadre | Girone Padova Bianco 11 squadre | Girone Padova Bianco 11 squadre | Girone Padova Bianco 11 squadre | Girone Padova Bianco 11 squadre | Girone Padova Bianco 11 squadre | Girone Padova Bianco 11 squadre | Girone Padova Bianco 11 squadre | Girone Padova Bianco 11 squadre | Girone Padova Bianco 11 squadre | Girone Padova Bianco 11 squadre | Girone Padova Bianco 11 squadre | Girone Padova Bianco 11 squadre | Girone Padova Bianco 11 squadre | Girone Padova Bianco 11 squadre | Girone Padova Bianco 11 squadre | Girone Padova Bianco 11 squadre | Girone Padova Bianco 11 squadre | Girone Padova Bianco 11 squadre | Girone Padova Bianco 11 squadre | Girone Padova Bianco 11 squadre | Girone Padova Bianco 11 squadre | Girone Padova Bianco 11 squadre | Girone Padova Bianco 11 squadre | Girone Padova Bianco 11 squadre | Girone Padova Bianco 11 squadre | Girone Padova Bianco 11 squadre | Girone Padova Bianco 11 squadre | Girone Padova Bianco 11 squadre | Girone Padova Bianco 11 squadre | Girone Padova Nero 11 squadre | Girone Padova Nero 11 squadre | Girone Padova Nero 11 squadre | Girone Padova Nero 11 squadre | Girone Padova Nero 11 squadre | Girone Padova Nero 11 squadre | Girone Padova Nero 11 squadre | Girone Padova Nero 11 squadre | Girone Padova Nero 11 squadre | Girone Padova Nero 11 squadre | Girone Padova Nero 11 squadre | Girone Padova Nero 11 squadre | Girone Padova Nero 11 squadre | Girone Padova Nero 11 squadre | Girone Padova Nero 11 squadre | Girone Padova Nero 11 squadre | Girone Padova Nero 11 squadre | Girone Padova Nero 11 squadre | Girone Padova Nero 11 squadre | Girone Padova Nero 11 squadre | Girone Padova Nero 11 squadre | Girone Padova Nero 11 squadre | Girone Padova Nero 11 squadre | Girone Padova Nero 11 squadre | Girone Padova Nero 11 squadre | Girone Padova Nero 11 squadre | Girone Padova Nero 11 squadre | Girone Padova Nero 11 squadre | Girone Padova Nero 11 squadre | Girone Padova Nero 11 squadre | Girone Padova Nero 11 squadre | Girone Padova Nero 11 squadre | Girone Padova Nero 11 squadre | Girone Padova Nero 11 squadre | Girone Padova Nero 11 squadre | Girone Padova Nero 11 squadre | Girone Treviso Est 8 squadre | Girone Treviso Est 8 squadre | Girone Treviso Est 8 squadre | Girone Treviso Est 8 squadre | Girone Treviso Est 8 squadre | Girone Treviso Est 8 squadre | Girone Treviso Est 8 squadre | Girone Treviso Est 8 squadre | Girone Treviso Est 8 squadre | Girone Treviso Est 8 squadre | Girone Treviso Est 8 squadre | Girone Treviso Est 8 squadre | Girone Treviso Est 8 squadre | Girone Treviso Est 8 squadre | Girone Treviso Est 8 squadre | Girone Treviso Est 8 squadre | Girone Treviso Est 8 squadre | Girone Treviso Est 8 squadre | Girone Treviso Est 8 squadre | Girone Treviso Est 8 squadre | Girone Treviso Est 8 squadre | Girone Treviso Est 8 squadre | Girone Treviso Est 8 squadre | Girone Treviso Est 8 squadre | Girone Treviso Est 8 squadre | Girone Treviso Est 8 squadre | Girone Treviso Est 8 squadre | Girone Treviso Est 8 squadre | Girone Treviso Est 8 squadre | Girone Treviso Est 8 squadre | Girone Treviso Est 8 squadre | Girone Treviso Est 8 squadre | Girone Treviso Est 8 squadre | Girone Treviso Est 8 squadre | Girone Treviso Est 8 squadre | Girone Treviso Est 8 squadre | Girone Treviso Ovest 8 squadre | Girone Treviso Ovest 8 squadre | Girone Treviso Ovest 8 squadre | Girone Treviso Ovest 8 squadre | Girone Treviso Ovest 8 squadre | Girone Treviso Ovest 8 squadre | Girone Treviso Ovest 8 squadre | Girone Treviso Ovest 8 squadre | Girone Treviso Ovest 8 squadre | Girone Treviso Ovest 8 squadre | Girone Treviso Ovest 8 squadre | Girone Treviso Ovest 8 squadre | Girone Treviso Ovest 8 squadre | Girone Treviso Ovest 8 squadre | Girone Treviso Ovest 8 squadre | Girone Treviso Ovest 8 squadre | Girone Treviso Ovest 8 squadre | Girone Treviso Ovest 8 squadre | Girone Treviso Ovest 8 squadre | Girone Treviso Ovest 8 squadre | Girone Treviso Ovest 8 squadre | Girone Treviso Ovest 8 squadre | Girone Treviso Ovest 8 squadre | Girone Treviso Ovest 8 squadre | Girone Treviso Ovest 8 squadre | Girone Treviso Ovest 8 squadre | Girone Treviso Ovest 8 squadre | Girone Treviso Ovest 8 squadre | Girone Treviso Ovest 8 squadre | Girone Treviso Ovest 8 squadre | Girone Treviso Ovest 8 squadre | Girone Treviso Ovest 8 squadre | Girone Treviso Ovest 8 squadre | Girone Treviso Ovest 8 squadre | Girone Treviso Ovest 8 squadre | Girone Treviso Ovest 8 squadre | Girone Verona 12 squadre | Girone Verona 12 squadre | Girone Verona 12 squadre | Girone Verona 12 squadre | Girone Verona 12 squadre | Girone Verona 12 squadre | Girone Verona 12 squadre | Girone Verona 12 squadre | Girone Verona 12 squadre | Girone Verona 12 squadre | Girone Verona 12 squadre | Girone Verona 12 squadre | Girone Verona 12 squadre | Girone Verona 12 squadre | Girone Verona 12 squadre | Girone Verona 12 squadre | Girone Verona 12 squadre | Girone Verona 12 squadre | Girone Verona 12 squadre | Girone Verona 12 squadre | Girone Verona 12 squadre | Girone Verona 12 squadre | Girone Verona 12 squadre | Girone Verona 12 squadre | Girone Verona 12 squadre | Girone Verona 12 squadre | Girone Verona 12 squadre | Girone Verona 12 squadre | Girone Verona 12 squadre | Girone Verona 12 squadre | Girone Verona 12 squadre | Girone Verona 12 squadre | Girone Verona 12 squadre | Girone Verona 12 squadre | Girone Verona 12 squadre | Girone Verona 12 squadre |

## Albo d'oro

### Prima Divisione 1930-1948
L'albo d'oro del campionato tra il 1930 e il 1948, come secondo (1930-1937; 1945-1947) e terzo livello (1937-1943; 1947-1948) del campionato italiano.
- 1930 · ATM Milano
- 1931 · Soc.Ginn.Milanese Forza e Coraggio (Dop.Borletti Milano e Ginnastica Torino vengono ripescate in Divisione Nazionale 1932)
- 1932 · O.S.A. Milano
- 1933 · Forza Coraggio Milano (U.S. Bari ripescata)
- 1934 · Virtus Bologna
- 1935 · SG Costanza Milano
- 1935-1936 · Dopolavoro Beltrame Trieste
- 1936-1937 · Società Sportiva Parioli Roma
- 1937-1938 · Acegat Trieste
- 1938-1939 · Aquila Trieste - campionessa GIL: Gil Ascoli Piceno[5]
- 1939-1940 · Reyer Venezia B
- 1940-1941 · Caserma Romagnoli Roma
- 1941-1942 · Crem La Spezia
- 1942-1943 · Reale Marina Roma
- 1943-1945 · non disputato
- 1945-1946 · Pallacanestro Varese
- 1946-1947 · Associazione Cestistica Vicenza
- 1947-1948 · Reyer Venezia B